# Melchior Jaubert
Pour les articles homonymes, voir Jaubert.
Melchior Jaubert né à Digne-les-Bains le 5 janvier 1848 et mort à Grenoble en 1913 est un peintre et aquarelliste français.

## Biographie
Melchior Jaubert  enseigne d'abord le dessin au petit séminaire de Digne puis à partir de 1882 à l'école municipale de dessin qui a pu ouvrir grâce à une subvention de l'État qui permet de rétribuer l'enseignant. Il termine sa carrière de professeur à l'école Vaucanson de Grenoble, ce qui lui permet de réaliser un grand nombre de vues de l'Isère et de Grenoble. Il enseigne le dessin à son frère cadet Henri Auguste Jaubert.

## Œuvres

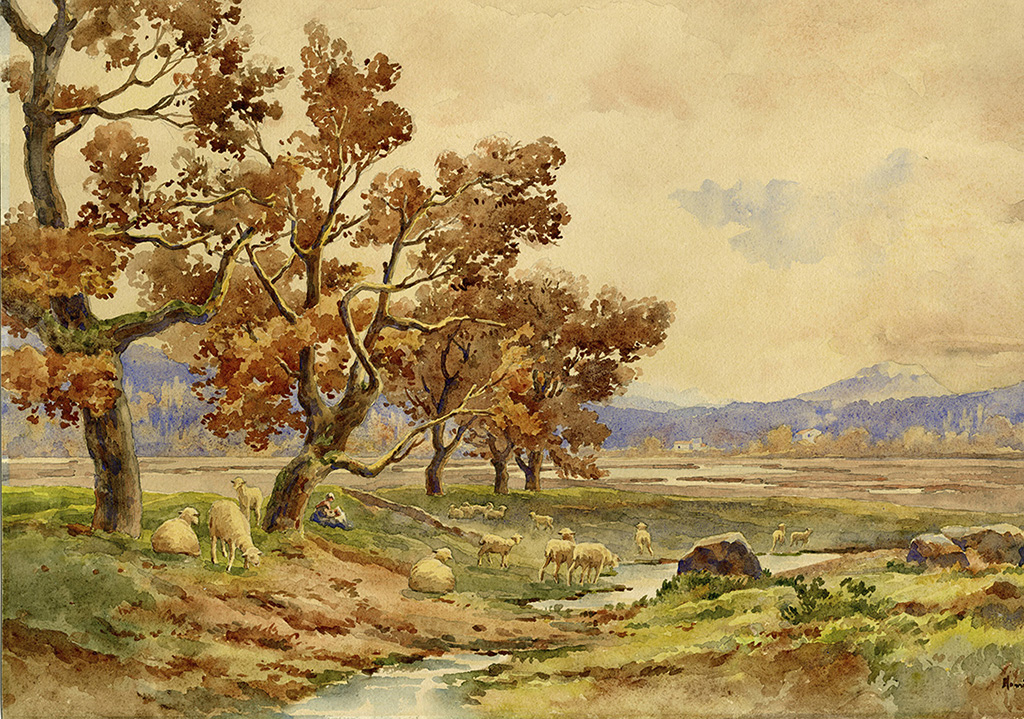
À Champtercier

On trouve ses œuvres surtout dans le musée de Digne-les-Bains : Le Grand pont à Digne, Un Vallon dans les Alpes-de-Haute-Provence,  La Vieille fontaine à Cérest, A Champtercier, Un marché à Grenoble, Temps de pluie à Grenoble, Vue de Grenoble, Bords de l'Isère, Vue de Digne, Le lac de Saint-Divier, Le Lac d'Aiguebelette, Bourg d'Oisans etc.